# Bergendy (album, 1972)
A Bergendy a Bergendy-együttes első magyar nyelvű, de sorozatban a második nagylemeze, amely 1972-ben jelent meg. 

## Története
Az album felvétele még 1971 őszén elkezdődött és az év végére fejeződött be. Eredetileg még 1971 decemberébe a boltokba került volna az album, az LGT bemutatkozó lemezével együtt, mégis a Bergendy lemez valamilyen okból kifolyólag csak 1972 januárjában került a boltok polcaira. Az eredeti első kiadás az MHV–Pepita lemezkiadó gondozásában jelent meg, a lemezcímkéjén a "kocka alakú" Pepita logó látható. 1972 második felében a Pepita megjelentette a lemez, Szovjet export kiadását, amelynek címe: Ансамбль Бергенди (am. „Bergendy-együttes”) volt. A borítóján az együttes neve, a dalok címei, valamint a lemezcímke is orosz nyelven olvasható. 1973-ban kiadták az album export változatát, amelynek lemezcímkéjén a Pepita Lemezkiadó emblémája volt látható, a lemezcímkén a dalok címei angol nyelven voltak feltüntetve, a borítója megegyezik az első magyar kiadáséval. 1974 és 1975 között a Pepita kiadta a lemez utánnyomásait, amely magába foglalta a második magyar kiadást. Az újranyomás borítója gyakorlatilag megegyezik az 1972-es kiadás tasakjával, viszont a lemezcímkén már az újabb "kör alakú" Pepita embléma látható, viszont ebből a kiadásból lényegesen kevesebbet jelentettek meg, mint az első generációs kiadásból. Másfelől pedig egyúttal az angol export kiadásból is készítettek utánnyomást, melynek ugyancsak angol nyelvű volt a lemezcímkéje, de azon már a kör alakú Pepita logó volt feltüntetve. A Bergendy album 1995-ben és 2009-ben CD-n is megjelent.

## Az album dalai

### A oldal
1. Te is jársz néha tilosban  (Demjén Ferenc)
2. Részeg hajnalok  (Latzin Norbert – S. Nagy István)
3. Ismeretlen ember  (Latzin Norbert – Demjén Ferenc)
4. Hétköznapi balladák  (Hajdu Sándor – S. Nagy István)
5. Skót dudás  (Latzin Norbert – Demjén Ferenc)
6. Jöjj vissza, vándor  (Latzin Norbert – Demjén Ferenc)

### B oldal
1. Jelszó: Love, szeretet!  (Demjén Ferenc)
2. Búcsúzom tőletek, cimborák  (Latzin Norbert – S. Nagy István)
3. Papírsárkány  (Demjén Ferenc)
4. Zöld pokol  (Latzin Norbert – S. Nagy István)
5. Messze van még a végállomás  (Latzin Norbert – Demjén Ferenc)

## Közreműködők
- Bergendy István – altszaxofon, baritonszaxofon, klarinét, háttérvokál
- Bergendy Péter – tenorszaxofon, baritonszaxofon, furulya, háttérvokál
- Debreczeni Csaba – dob
- Demjén Ferenc – ének, basszusgitár
- Hajdu Sándor – trombita, háttérvokál
- Latzin Norbert – zongora, Hammond-orgona, háttérvokál
- Oroszlán György – gitár, háttérvokál
- Juhász István – zenei rendező
- Dobó Ferenc – hangmérnök
- Berend Iván – borítóterv és fotó